# Heinz Möser
Heinz Möser (* 5. Juni 1926 bei Düsseldorf; † 25. Februar 1976 bei Stuttgart) war ein deutscher Flurbereinigungsingenieur und von 1974 bis 1976 Universitätsprofessor für Ländliche Neuordnung und Flurbereinigung an der Technischen Universität München.

## Leben
Möser promovierte 1968 an der Fakultät für Bauwesen der TH München zum Thema „Planung, Bau und Nutzen der Wege in der Flurbereinigung“.
Er war bei der Flurbereinigungsdirektion Regensburg als Baudirektor tätig, von wo aus er ab 1969 den Lehrauftrag für Flurbereinigung im Vermessungsstudium an der TU München wahrnahm. Im Jahr 1974 wurde er dort erster Inhaber des neugegründeten Lehrstuhls für Ländliche Neuordnung und Flurbereinigung, hatte diesen jedoch nur zwei Jahre lang inne, da er 1976 verstarb.

## Publikationen (Auswahl)
- 1971: Haltbarkeit, Unterhaltung und Wirtschaftlichkeit von Wegebefestigungen. Untersuchungen an Wegebefestigungen in Flurbereinigungsverfahren (= Schriftenreihe für Flurbereinigung, Heft 58). Landwirtschaftsverlag, Hiltrup, DNB 720104068.
- 1968: Planung, Bau und Nutzen der Wege in der Flurbereinigung. Dissertation. München, DNB 481620184.